# 272 Dywizja Piechoty ’43 (III Rzesza)
272 Dywizja Piechoty (niem. 272. Infanterie-Division) – niemiecka dywizja z czasów II wojny światowej, sformowana w Antwerpii na mocy rozkazu z 17 listopada 1943 roku, w 22. fali mobilizacyjnej przez XIII Okręg Wojskowy. 17 września 1944 r. została przekształcona w dywizję grenadierów ludowych o tym samym numerze.

## Struktura organizacyjna
- Struktura organizacyjna w listopadzie 1943 roku:

980., 981. i 982. pułk grenadierów, 272. pułk artylerii, 272. batalion pionierów, 272. batalion fizylierów, 272. oddział przeciwpancerny, 272. oddział łączności, 272. polowy batalion zapasowy;
- Struktura organizacyjna we wrześniu 1944 roku:

980., 981. i 982. pułk grenadierów, 272. pułk artylerii, 272. batalion pionierów, 272. dywizyjna kompania fizylierów, 272. oddział przeciwpancerny, 272. oddział łączności, 272. polowy batalion zapasowy;

## Dowódca dywizji
- Generalleutnant Friedrich August Schack 15 XII 1943 – VIII 1944;
- Oberst Eugen Koßmala 17 IX 1944 – 13 XII 1944;
- Generalmajor (Generalleutnant) Eugen Bernard König 13 XII 1944 – 18 IV 1945;